# Stazioni termali in Germania
Di seguito una lista delle stazioni termali in Germania.
La parola Bad viene generalmente usata come prefisso (Bad Vilbel) o suffisso (Marienbad, Wiesbaden) per indicare che la città in questione è una stazione termale. Si usa anche la parola Kurort che significa luogo di cure. Non tutte le Kurorte sono stazioni termali; esistono delle Kurorte che vengono visitate per la loro aria pulita (Luftkurorte, per esempio).
- Ahlbeck
- Alexisbad
- Aquisgrana (Aachen, Aix-la-Chapelle, Aken)
- Bad Abbach
- Bad Aibling
- Bad Arolsen
- Bad Belzig
- Bad Bentheim
- Bad Bergzabern
- Bad Berka
- Bad Berleburg
- Bad Bevensen
- Bad Bramstedt
- Bad Breisig
- Bad Brückenau
- Bad Buchau
- Bad Cannstatt (Stoccarda)
- Bad Doberan
- Bad Dürkheim
- Bad Elster
- Bad Ems
- Bad Endorf
- Bad Fallingbostel
- Bad Frankenhausen
- Bad Freienwalde
- Bad Gandersheim
- Bad Godesberg
- Bad Gottleuba-Berggießhübel
- Bad Grönenbach
- Bad Harzburg
- Bad Hersfeld
- Bad Homburg
- Bad Honnef
- Bad Kissingen
- Bad Klosterlausnitz
- Bad König
- Bad Königshofen
- Bad Kösen
- Bad Köstritz
- Bad Kreuznach
- Bad Krozingen
- Bad Lausick
- Bad Lauterberg
- Bad Liebenstein
- Bad Liebenwerda
- Bad Marienberg
- Bad Mergentheim
- Bad Münstereifel
- Bad Münster am Stein-Ebernburg
- Bad Nauheim
- Bad Neuenahr-Ahrweiler
- Bad Neustadt
- Bad Oeynhausen
- Bad Orb
- Bad Pyrmont
- Bad Reichenhall
- Bad Rothenfelde
- Bad Säckingen
- Bad Salzuflen
- Bad Salzungen
- Bad Saulgau
- Bad Schwartau
- Bad Segeberg
- Bad Sulza
- Bad Sülze, Pomerania Anteriore Settentrionale
- Bad Tölz
- Bad Vilbel
- Badenweiler
- Bad Wiessee
- Bad Wildbad
- Bad Wildungen
- Bad Wörishofen
- Baden-Baden
- Bansin
- Binz
- Heilbad Heiligenstadt
- Heringsdorf
- Tegernsee
- Titisee-Neustadt
- Warnemünde (Rostock)
- Wiesbaden
- Wildbad Kreuth
- Zingst